# Max von Fioresi-Weinfeld
Max von Fioresi-Weinfeld, auch Fioresi Edler von Weinfeld, eigentlich Fioreschi (* 10. Oktober 1892 in Bozen; † 12. September 1951) war ein Südtiroler Notar und wurde aufgrund seiner politischen Überzeugung von den Nationalsozialisten ins KZ deportiert.

## Leben
Max von Fioresi-Weinfeld entstammte der österreichischen Familie Fioreschi aus Neumarkt, die 1781 mit der Namensmehrung „Edler von Weinfeld“ in den erbländisch-österreichischen Adelsstand erhoben worden war und in Italien im Jahr 1926 als „Fioreschi di Weinfeld“ ihre Adelsanerkennung erhielt.
Nach der Absolvierung des Bozner Franziskanergymnasiums, wo er der Schülerverbindung „Gaudeamus igitur Bozen“ beitrat, studierte Fioresi Rechtswissenschaften und schloss sich den katholischen Studentenverbindungen KÖHV Carolina Graz und AV Austria Innsbruck (damals im CV, ab 1933 im ÖCV) an. Danach kehrte er nach Südtirol zurück, um als Notar in Bozen zu arbeiten. Während der Unterdrückung der deutschsprachigen Bevölkerung im faschistischen Italien musste er – wie auch die anderen Verbandsmitglieder – aus dem Cartellverband austreten.

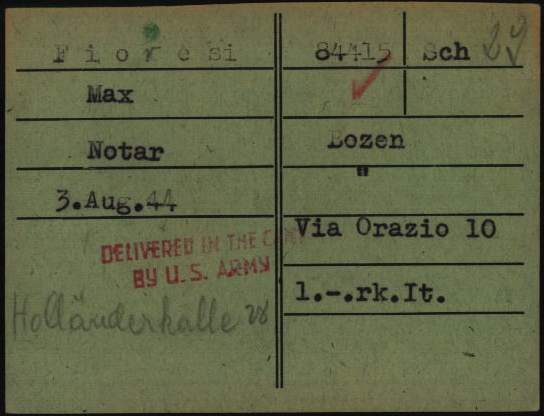
Registrierungskarte von Max von Fioresi-Weinfeld als Gefangener im Konzentrationslager Dachau

Da er gegen die Option auftrat und ein prominenter „Dableiber“ war, galt er als politisch unzuverlässig. Nach dem Einmarsch der Wehrmacht im Herbst 1943 wurde er mit anderen Gegnern der Aussiedelungspolitik verhaftet. Im März 1944 wurde er nach Landshut überstellt und ab August 1944 im KZ Dachau gefangengehalten, wo er bis zum Kriegsende 1945 einsaß.